# Kary Vincent Jr.
Kary Lamont Vincent Jr. (Port Arthur, 27 febbraio 1999) è un giocatore di football americano statunitense che milita nel ruolo di safety per gli Houston Roughnecks della X Football League (XFL).

## Carriera

### Denver Broncos
Vincent al college giocò a football a LSU, vincendo il campionato NCAA nel 2019. Fu scelto nel corso del settimo giro (237º assoluto) nel Draft NFL 2021 dai Denver Broncos.

### Philadelphia Eagles
Il 2 novembre 2021 Vincent fu scambiato con i Philadelphia Eagles per una scelta del sesto giro del Draft NFL 2022. La sua stagione da rookie si chiuse con 2 presenze, di cui una come titolare, con 2 tackle.

### San Francisco 49ers
Il 14 settembre 2022 Vincent firmò con la squadra di allenamento dei San Francisco 49ers.